# 中川真耶加
中川 真耶加（なかがわ まやか、Mayaka Nakagawa、1993年12月29日 - ）は、日本のクラシック音楽のピアニスト。

## 略歴
愛知県出身。愛知県立明和高等学校、東京音楽大学卒業。東京音楽大学大学院器楽専攻鍵盤楽器研究領域の特別特待奨学生として終了。これまで、遠藤誠津子、後藤康孝、長谷川淳、清水皇樹、鈴木弘尚、武田真理、野島稔、播本枝未子、Leonid Margariusの各氏に師事した。

## 主な業績
- 2010年 第34回ピティナ・ピアノコンペティション G級 全国大会ベスト5賞[4]
- 2010年 第11回ショパン国際ピアノコンクール　in ASIA　 高校生部門 金賞[5]
- 2011年 第1回いしかわ国際ピアノコンクール 高校生部門 金賞[6]
- 2014年 第38回ピティナ・ピアノコンペティション 特級 ファイナル 銀賞、聴衆賞、王子ホール賞[7]
- 2014年 第15回ショパン国際ピアノコンクール　in ASIA　 プロフェッショナル部門 銅賞[8]
- 2015年 第17回ショパン国際ピアノコンクール　 2 nd stage ディプロマ取得[9]
- 2018年 ファツィオリジャパン創立 10周年記念 オンラインピアノ コンクール  1位[10]
- 2019年 第13回カンピージョス国際ピアノコンクール 第１位、オーケストラアワード[11]